# Psicosis 2 (álbum)
Psicosis 2 es el segundo álbum de estudio del cantante mexicano MC Davo. Se lanzó el día 24 de marzo de 2012 por el sello discográfico Warner Music México. El álbum tiene colaboraciones con artistas como Adán Zapata, Fany Fany y Don Aero contando con 11 canciones.

## Lista de canciones
| N.º | Título                     | Duración |  |
| 1.  | «Mi capacidad»             | 4:10     |  |
| 2.  | «Vive la vida» (Fany Fany) | 3:45     |  |
| 3.  | «No sé tú, pero yo»        | 3:21     |  |
| 4.  | «Los buenos» (Fatboi)      | 3:06     |  |
| 5.  | «Tengo que ser honesto»    | 2:15     |  |
| 6.  | «Ella es una amenaza»      | 3:25     |  |
| 7.  | «Erreape» (Interluido)     | 2:52     |  |
| 8.  | «Mis defectos»             | 3:00     |  |
| 9.  | «La serenata» (Don Aero)   | 2:53     |  |
| 10. | «El dolor no olvida»       | 3:25     |  |
| 11. | «Aparentan» (Adán Zapata)  | 3:10     |  |